# Dymitr (Spierowski)
Dymitr, imię świeckie Nikołaj Andriejewicz Spierowski (ur. 6 kwietnia?/18 kwietnia 1865 w Luboni, zm. 1923 lub 1925) – rosyjski biskup prawosławny, historyk sztuki.

## Życiorys
Był synem kapłana prawosławnego. Wykształcenie teologiczne uzyskał w seminarium duchownym w Nowogrodzie (1886) oraz w Petersburskiej Akademii Duchownej (1891), którą ukończył, pisząc pracę o zabytkowych ikonostasach rosyjskich. Po uzyskaniu dyplomu końcowego został wykładowcą w seminarium duchownym, którego był absolwentem. Był mężczyzną żonatym, jednak jego żona zmarła szybko po ślubie. W związku z tym 19 września 1893 złożył wieczyste śluby mnisze, przyjmując imię zakonne Dymitr na cześć św. Dymitra z Rostowa. 1 października tego samego roku został wyświęcony na hierodiakona, zaś 3 października - na hieromnicha.
Wykazał się talentem pedagogicznym, organizował również w seminarium nowogrodzkim publiczne debaty ze staroobrzędowcami, w których brali udział także słuchacze starszych klas (m.in. Wasilij Kiriłłow, późniejszy biskup Warsonofiusz). W 1894 został inspektorem seminarium duchownego w Kutaisi, a rok później - jego rektorem, otrzymując w 1895 godność archimandryty. Dwa lata później został przeniesiony na analogiczne stanowisko w seminarium duchownym w Nowogrodzie, które łączył z godnością przełożonego monasteru św. Antoniego Rzymianina.
2 lutego 1903 w soborze Przemienienia Pańskiego w Żytomierzu został wyświęcony na biskupa krzemienieckiego, wikariusza eparchii wołyńskiej. W roku następnym został przeniesiony do eparchii chersońskiej jako jej wikariusz z tytułem biskupa nowomyrhorodzkiego. Działał w ruchu monarchistycznym, ostro krytykował rewolucję 1905 roku. Krytykował również posługiwanie się przez skrajnie prawicowych publicystów cytatami z Pisma Świętego, wzywając do cytowania Biblii w sposób ostrożny i pobożny. Opowiadał się za zwołaniem Soboru Lokalnego Rosyjskiego Kościoła Prawosławnego i restytucją patriarchatu, jak również "reformą oddolną" - gruntowną przebudową wspólnot parafialnych.
W 1907 został biskupem suchumskim. Wbrew oczekiwaniom miejscowego duchowieństwa gruzińskiego utrzymał język cerkiewnosłowiański jako obowiązujący w parafiach język liturgiczny, zachował język gruziński jedynie w nabożeństwach w cerkwi przy domu biskupim, tak, jak polecał jego poprzednik na katedrze, biskup Serafin.
W 1911 objął katedrę riazańską, urząd biskupi łączył z kierowaniem monasterem Trójcy Świętej w Riazaniu. Przeprowadził remont soboru Narodzenia Pańskiego w Riazaniu, który sam współfinansował. Nadal działał w organizacjach monarchistycznych, od 1912 kierował gubernialnym oddziałem Związku Ludzi Rosyjskich. W czasie kampanii wyborczej do Dumy Państwowej IV kadencji angażował się w kampanię wyborczą przedstawicieli prawicy. W soborze od 1913 organizował rozmowy dotyczące stosunku wiernych do problemów współczesności. Zorganizował w Riazaniu obchody 300. rocznicy panowania Romanowów w Rosji. Po wybuchu I wojny światowej urządzał w eparchii szpitale dla żołnierzy. W 1915 udał się do Petersburga na zjazd monarchistyczny, w czasie którego wygłaszał przemówienia dotyczące zwalczania Bloku Postępowego w Dumie.
Był szanowany przez wiernych, w niektórych wspomnieniach opisywany jest prowadzony przez niego ascetyczny tryb życia, równocześnie jako przekonany monarchista nie był lubiany przez riazańską liberalną inteligencję. Wymagający i surowy wobec duchowieństwa. Autor szeregu publikacji dotyczących historii Rosyjskiego Kościoła Prawosławnego, uczestnik zjazdu archeologów rosyjskich w 1911, organizator muzeum eparchialnego w Riazaniu.
Po rewolucji lutowej zjazd duchowieństwa eparchii riazańskiej zażądał od niego ustąpienia z katedry. W związku z tym w marcu 1917 udał się w Piotrogrodu, gdzie złożył prośbę o przeniesienie w stan spoczynku. Ostatecznie w czerwcu tego samego roku prośba ta została przyjęta, biskup miał zamieszkać w Świętojezierskim Wałdajskim Monasterze Iwerskiej Ikony Matki Bożej. W listopadzie 1917 nakazano jego przeniesienie do monasteru Przemienienia Pańskiego w Starej Russie, gdzie miał być przełożonym klasztoru. Pomagał metropolicie nowogrodzkiemu Arseniuszowi w zarządzaniu eparchią.
Był delegatem duchowieństwa ze Starej Russy na Sobór Lokalny Rosyjskiego Kościoła Prawosławnego w 1917. W 1919 organizował tymczasowy zarząd cerkiewny na tym obszarze guberni pskowskiej, która nie była pod kontrolą Białych. W tym samym roku został nominowany na biskupa permskiego i kungurskiego, jednak na własną prośbę pozostał w Starej Russie. W czasie konfiskaty majątku ruchomego Cerkwi zabronił duchowieństwu w cerkwiach miasta samowolnego oddawania cennych elementów wyposażenia cerkiewnego, pod groźbą pozbawienia święceń. Z tego powodu został aresztowany jako jeden z oskarżonych w sprawie przeciwko patriarsze Tichonowi. Uwięziony w Moskwie, został zwolniony po zobowiązaniu się do pozostania w mieście. Jego dalsze losy nie są znane: według różnych świadectw zmarł w 1923, według innych został zesłany do obwodu archangielskiego i tam zmarł dwa lata później.

## Odznaczenia
Odznaczony orderami św. Anny II (1898) i I stopnia (1912), św. Włodzimierza IV (1902), III (1908) i II stopnia (1915).